# Karosa B 741
Le Karosa B 741 est un autobus urbain et suburbain articulé produit par le fabricant de bus tchèque Karosa de 1991 à 1997. Il fait partie de la Série 700 de la marque.

## Historique
Contrairement aux versions standard (12 mètres) qui ont été produites des 1981, la version articulée sera lancée en 1991, année du lancement des Phases II de la Série 700 de la marque. Ce modèle n'aura donc jamais été équipé de feux ronds.

## Désignation du modèle

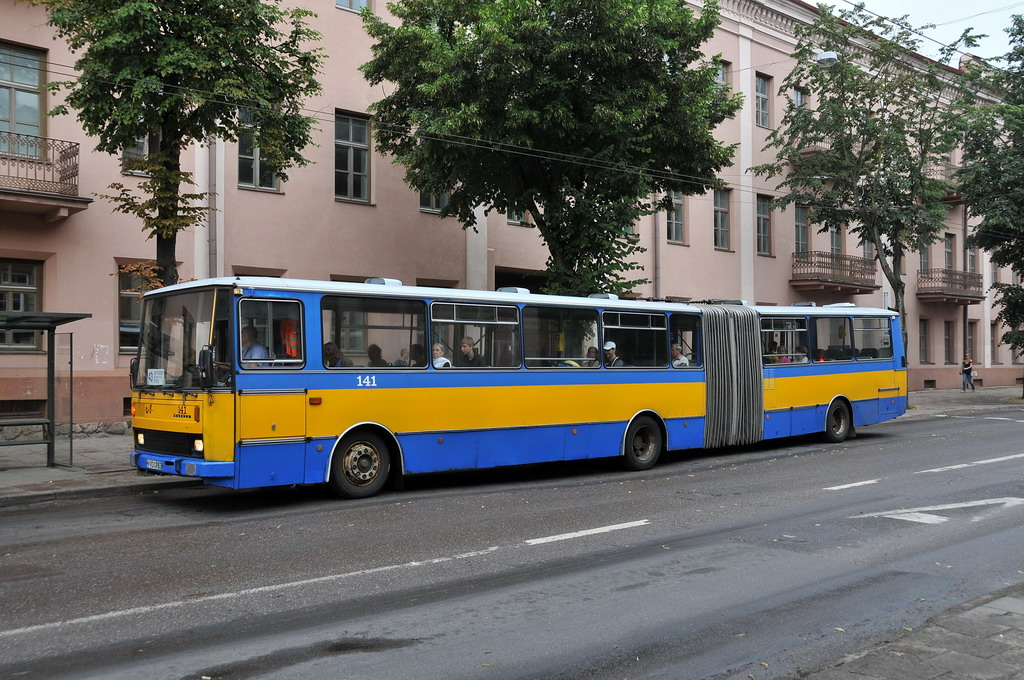
Karosa B 741

- B = urbains et suburbains (autobus).
- 7 = numéro de la succursale (la nomenclature de produits d'ingénierie) du bus.
- 4 = longueur : environ 17 m.
- 1 = boîte de vitesses : automatique.

## Les différentes versions
- B 741 (1991 - 1997)
  - B 741.1908 (1991 - 1994) : moteur LIAZ ML 637N ; boîte de vitesses ZF 4 HP 500[1].
  - B 741.1910 : moteur MAN
  - B 741.1912 :
  - B 741.1914 (1991 - 1992) :
  - B 741.1916 (1991 - 1996) : moteur LIAZ ML 637N ; boîte de vitesses Voith D 863[1].
  - B 741.1918 (1993 - 1995) : moteur RENAULT ; boîte de vitesses ZF 4 HP 500
  - B 741.1920 (1996 - 1997) : moteur MAN
  - B 741.1922 (1992 - 1996) : moteur LIAZ ML 636E ; boîte de vitesses ZF 4 HP 500[1].
  - B 741.1924 (1995 - 1996) : moteur LIAZ ML 636E ; boîte de vitesses Voith D 863[1].
  - B 741.1926 :
- B 731 (1981 - 1996) : version standard du B 741 avec boîte de vitesses automatique.
- B 732 (1983 - 1996) : version standard du B 741 avec boîte de vitesses manuelle.

## Caractéristiques

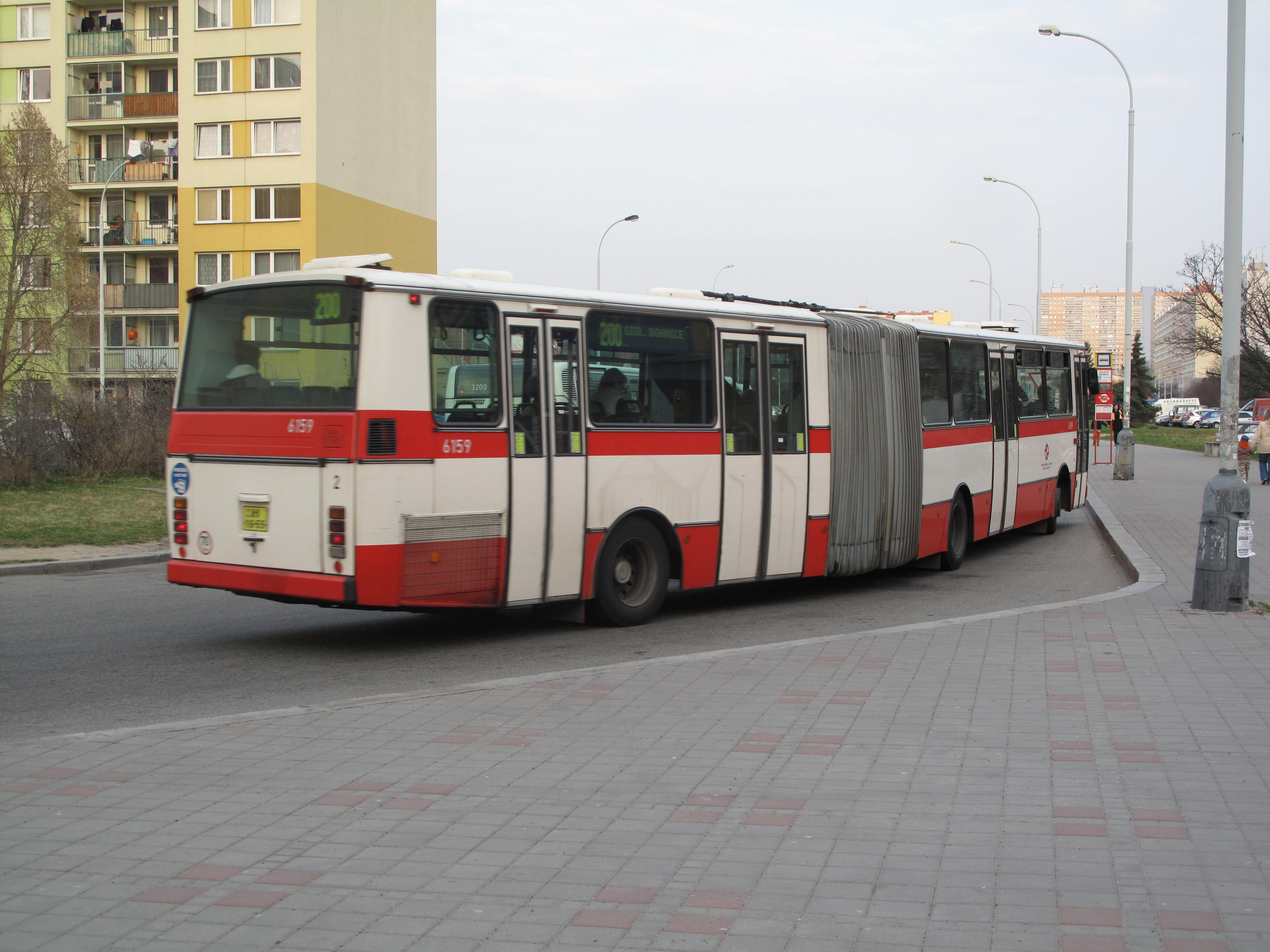
Vue arrière

### Mécanique
- Moteur LIAZ ML 636E (sur les B 741.1922 & B 741.1924) : 11.94 L ; 175 kW (237 ch)[1].
- Moteur LIAZ ML 637N (sur les B 741.1908 & B 741.1916) : 11.94 L ; 190 kW (258 ch)[1].
- Moteur LIAZ ML 640